# Tresor

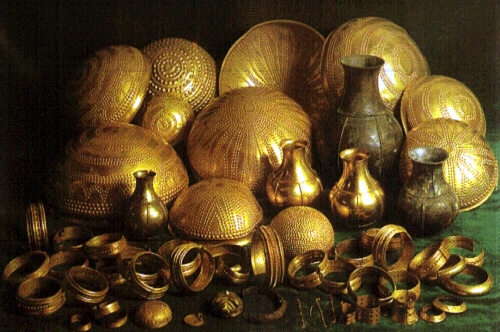
Tresor de Villena, la major troballa àuria de la prehistòria a la península Ibèrica i la segona major de tot Europa.

Un tresor és una gran acumulació de riqueses, especialment monedes i joies antigues. Els tresors són sovint restes de naufragis, fortunes amagades a jardins o cases, etc. La legislació internacional regula el dret a buscar i quedar-se amb part del tresor depenent de la zona on es trobi, per la qual cosa existeixen professionals dedicats a buscar-los. També són un referent per a l'arqueologia.
Però sens dubte els tresors són un objecte mític que justifca aventures en la ficció, com en la fantasia èpica, les històries d'un tresor pirata (amagat en una illa deserta o cova dins d'un cofre) o les de màgia. En aquests relats sovint l'important és la mateixa recerca, que acaba sent un viatge d'autoconeixement. Per això, a vegades el tresor final és un símbol i no riqueses materials. Un exemple arquetípic seria el Sant Graal.

## Tresors famosos
- El de l'Illa del Tresor de Robert Louis Stevenson.
- Oak Island.
- El tresor de la tomba de Tutankamon, amb una suposada maledicció.
- Les mines del Rei Salomó.
- El tresor de Darios III de Pèrsia.
- El tresor dels templers.